# Mastersul de la Shanghai
Mastersul de la Shanghai este un turneu profesionist de snooker care se desfășoară din 2007. Inițial, turneul a fost unul pentru clasamentul mondial, dar din 2018 a devenit turneu invitațional. Ronnie O'Sullivan deține recordul de trofee câștigate, cinci, patru dintre acestea fiind obținute în ediții consecutive.

## Istoric
Prima ediție a avut loc în august 2007, fiind al doilea turneu care se desfășura în China, după Openul Chinei, datorită creșterii importanței snookerului în China. La primele ediții, înainte de turul întâi era programată și o rundă wild-card la care participau mai mulți jucători chinezi amatori.
În 2018, turneul a devenit invitațional, cu invitații pentru 24 de jucători.
Din cauza Pandemiei de COVID-19 turneul nu a avut loc între anii 2020 și 2022.
Patru breakuri maxime au fost înregistrate la acest turneu: Jamie Cope (2008), John Higgins (2012), Stephen Maguire (2016) și Zhang Anda (2024).

## Câștigători
| An                                                | Campion                                | Finalist                               | Scor                                   | Arenă                                  | Oraș                                   | Sezon                                  |
| ------------------------------------------------- | -------------------------------------- | -------------------------------------- | -------------------------------------- | -------------------------------------- | -------------------------------------- | -------------------------------------- |
| Shanghai Masters (turneu de clasament, 2007–2017) |                                        |                                        |                                        |                                        |                                        |                                        |
| 2007                                              | Dominic Dale (WAL)                     | Ryan Day (WAL)                         | 10–6                                   | Shanghai Grand Stage                   | Shanghai, China                        | 2007/08                                |
| 2008                                              | Ricky Walden (ENG)                     | Ronnie O'Sullivan (ENG)                | 10–8                                   | Shanghai Grand Stage                   | Shanghai, China                        | 2008/09                                |
| 2009                                              | Ronnie O'Sullivan (ENG)                | Liang Wenbo (CHN)                      | 10–5                                   | Shanghai Grand Stage                   | Shanghai, China                        | 2009/10                                |
| 2010                                              | Ali Carter (ENG)                       | Jamie Burnett (SCO)                    | 10–7                                   | Shanghai Grand Stage                   | Shanghai, China                        | 2010/11                                |
| 2011                                              | Mark Selby (ENG)                       | Mark Williams (WAL)                    | 10–9                                   | Shanghai Grand Stage                   | Shanghai, China                        | 2011/12                                |
| 2012                                              | John Higgins (SCO)                     | Judd Trump (ENG)                       | 10–9                                   | Shanghai Grand Stage                   | Shanghai, China                        | 2012/13                                |
| 2013                                              | Ding Junhui (CHN)                      | Xiao Guodong (CHN)                     | 10–6                                   | Shanghai Grand Stage                   | Shanghai, China                        | 2013/14                                |
| 2014                                              | Stuart Bingham (ENG)                   | Mark Allen (NIR)                       | 10–3                                   | Shanghai Grand Stage                   | Shanghai, China                        | 2014/15                                |
| 2015                                              | Kyren Wilson (ENG)                     | Judd Trump (ENG)                       | 10–9                                   | Shanghai Grand Stage                   | Shanghai, China                        | 2015/16                                |
| 2016                                              | Ding Junhui (CHN)                      | Mark Selby (ENG)                       | 10–6                                   | Shanghai Grand Stage                   | Shanghai, China                        | 2016/17                                |
| 2017                                              | Ronnie O'Sullivan (ENG)                | Judd Trump (ENG)                       | 10–3                                   | Shanghai Grand Stage                   | Shanghai, China                        | 2017/18                                |
| Shanghai Masters (invitațional, 2018–prezent)     |                                        |                                        |                                        |                                        |                                        |                                        |
| 2018                                              | Ronnie O'Sullivan (ENG)                | Barry Hawkins (ENG)                    | 11–9                                   | Regal International East Asia Hotel    | Shanghai, China                        | 2018/19                                |
| 2019                                              | Ronnie O'Sullivan (ENG)                | Shaun Murphy (ENG)                     | 11–9                                   | Regal International East Asia Hotel    | Shanghai, China                        | 2019/20                                |
| 2020–2022                                         | Anulat din cauza pandemiei de COVID-19 | Anulat din cauza pandemiei de COVID-19 | Anulat din cauza pandemiei de COVID-19 | Anulat din cauza pandemiei de COVID-19 | Anulat din cauza pandemiei de COVID-19 | Anulat din cauza pandemiei de COVID-19 |
| 2023                                              | Ronnie O'Sullivan (ENG)                | Luca Brecel (BEL)                      | 11–9                                   | Shanghai Grand Stage                   | Shanghai, China                        | 2023/24                                |
| 2024                                              | Judd Trump (ENG)                       | Shaun Murphy (ENG)                     | 11–5                                   | Shanghai Grand Stage                   | Shanghai, China                        | 2024/25                                |
| 2025                                              | Kyren Wilson (ENG)                     | Ali Carter (ENG)                       | 11–9                                   | Luwan Gymnasium                        | Shanghai, China                        | 2025/26                                |